# Collobiano
Collobiano är en ort och kommun i provinsen Vercelli i regionen Piemonte, Italien. Kommunen hade 92 invånare (2017).